# جال الزور
جال الزور، مرتفعات في دولة الكويت في غضى شمل شرقي منطقة الجهراء على بعد ميل ميل واحد فقط ، تبعد 55 كيلومتراً عن مدينة الكويت، تتكون من تلال من الصخور الرسوبية يمر بها منفذ يقال له المطلاع تمر به السيارات المتجهه للشمال.